# Liste der Großsteingräber in Baden-Württemberg
Die Liste der Großsteingräber in Baden-Württemberg umfasst alle bekannten Großsteingräber auf dem Gebiet des heutigen Bundeslandes Baden-Württemberg.
Die Anlagen, die zum Typ Schwörstadt gehören, sind in den benachbarten Regionen Frankreichs und der Schweiz verbreiteter. 

## Liste der Gräber
| Grab                                                                       | Ort                               | Landkreis | Typ                        | Anmerkungen                                       | Bild                            |
| -------------------------------------------------------------------------- | --------------------------------- | --------- | -------------------------- | ------------------------------------------------- | ------------------------------- |
| Großsteingrab Degernau                                                     | Wutöschingen, OT Degernau         | WT        | Dolmen vom Typ Schwörstadt | In der Nähe befindet sich der Menhir von Degernau | Großsteingrab Degernau          |
| Großsteingrab Niederschwörstadt (Großsteingrab Schwörstadt, „Heidenstein“) | Schwörstadt, OT Niederschwörstadt | LÖ        | Dolmen vom Typ Schwörstadt |                                                   | Großsteingrab Niederschwörstadt |